# Иджис (БИУС)

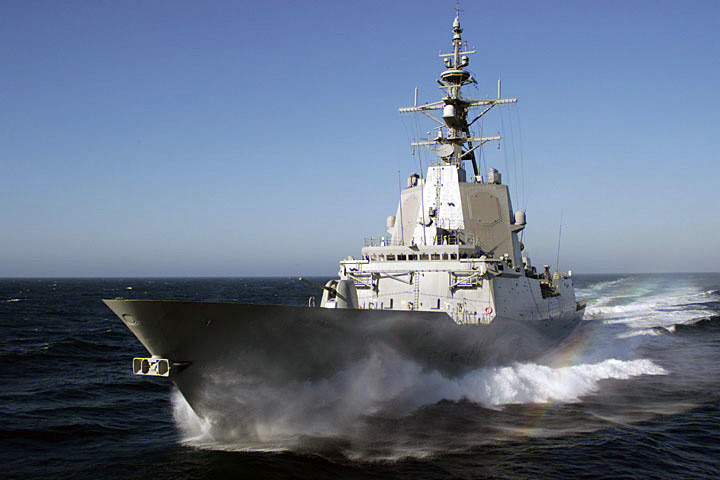
Фрегат типа «Альваро де Базан» ВМС Испании Almirante Juan de Borbón (F102) с установленным комплексом «Иджис»

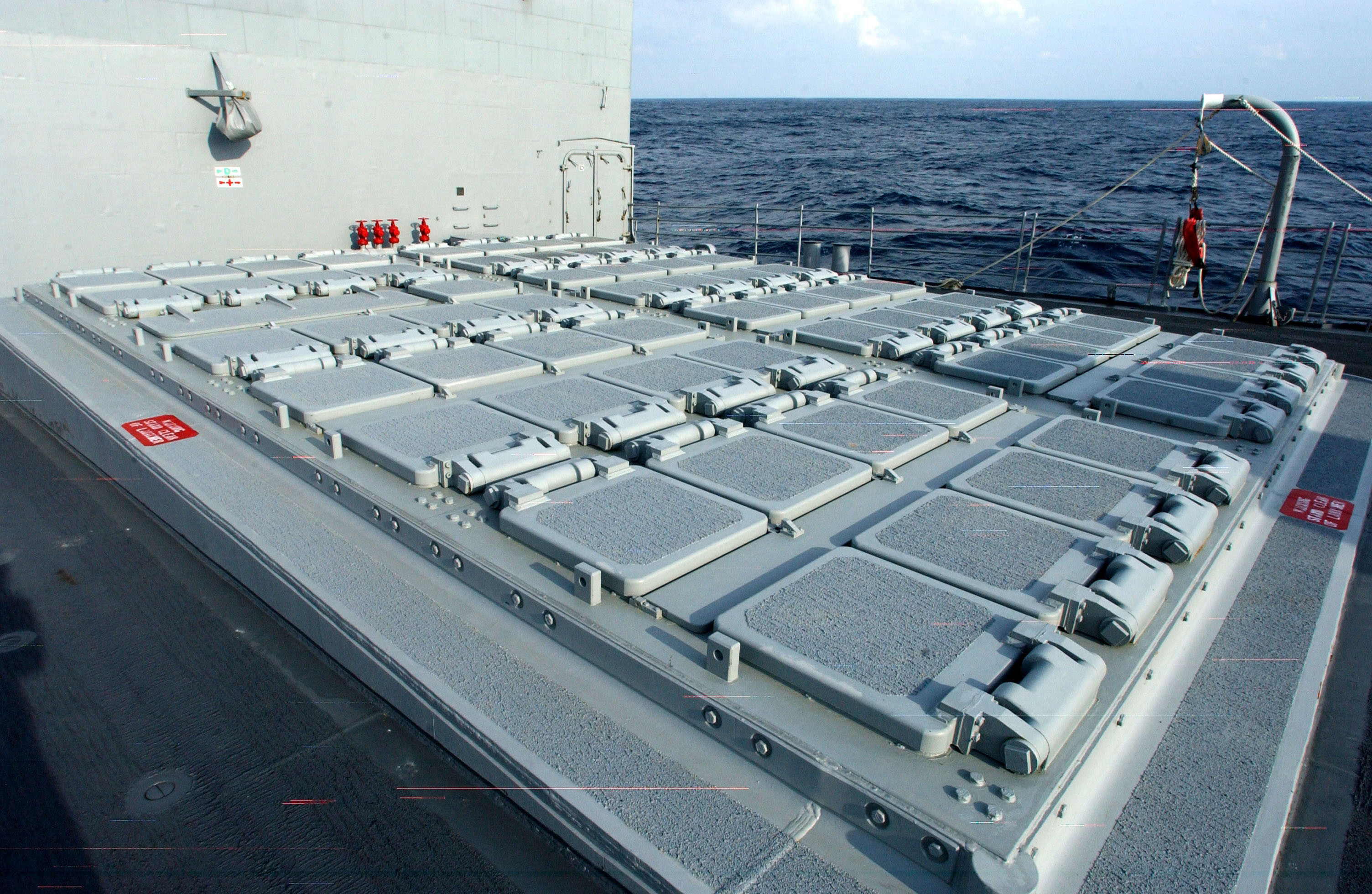
Универсальная установка вертикального пуска (УВП) Мк41 на борту ракетного крейсера типа «Тикондерога» USS San Jacinto (CG-56) ВМС США

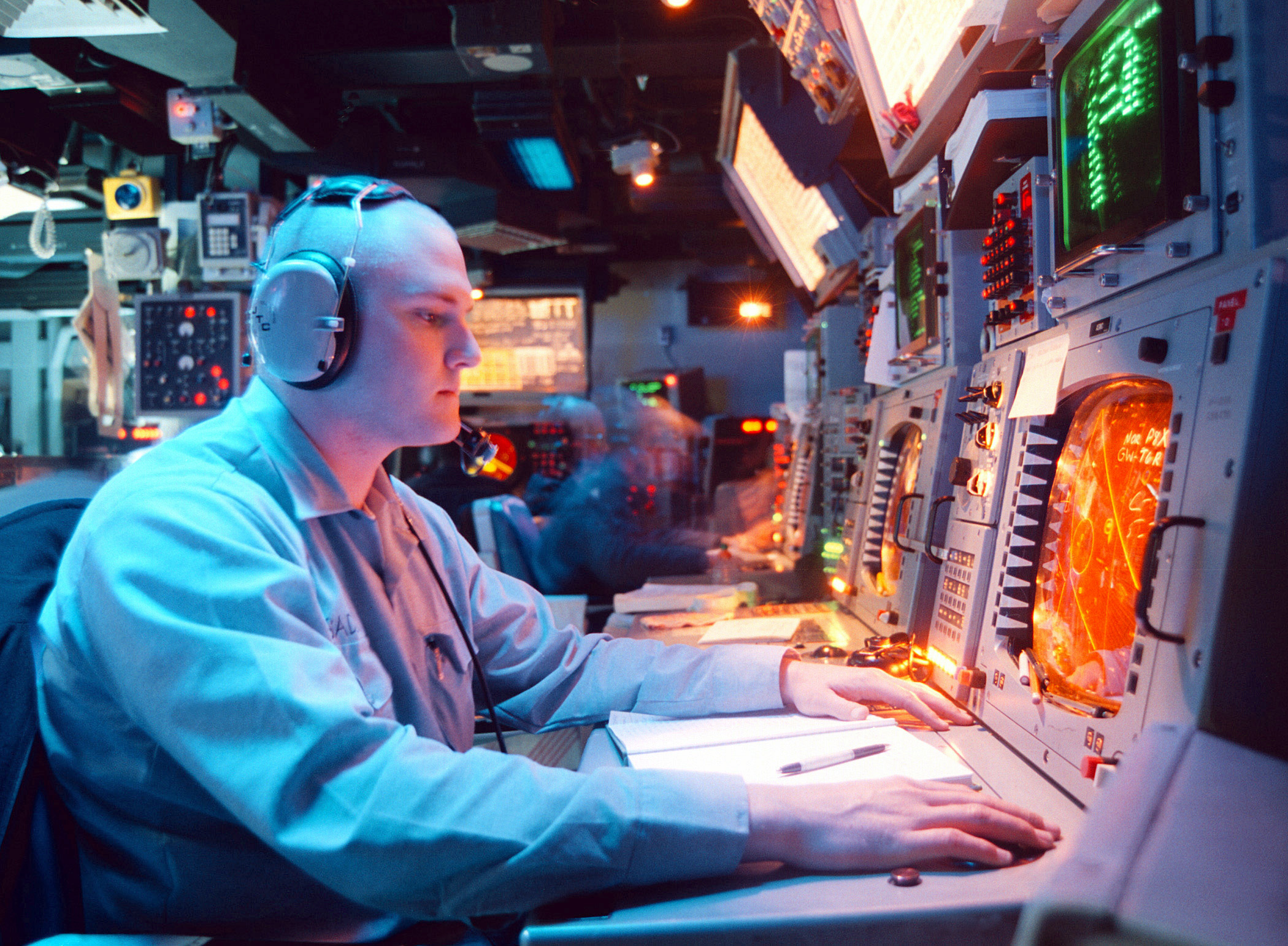
Панель управления системой на борту ракетного крейсера типа «Тикондерога» USS Normandy (CG-60) ВМС США (1997 г.)

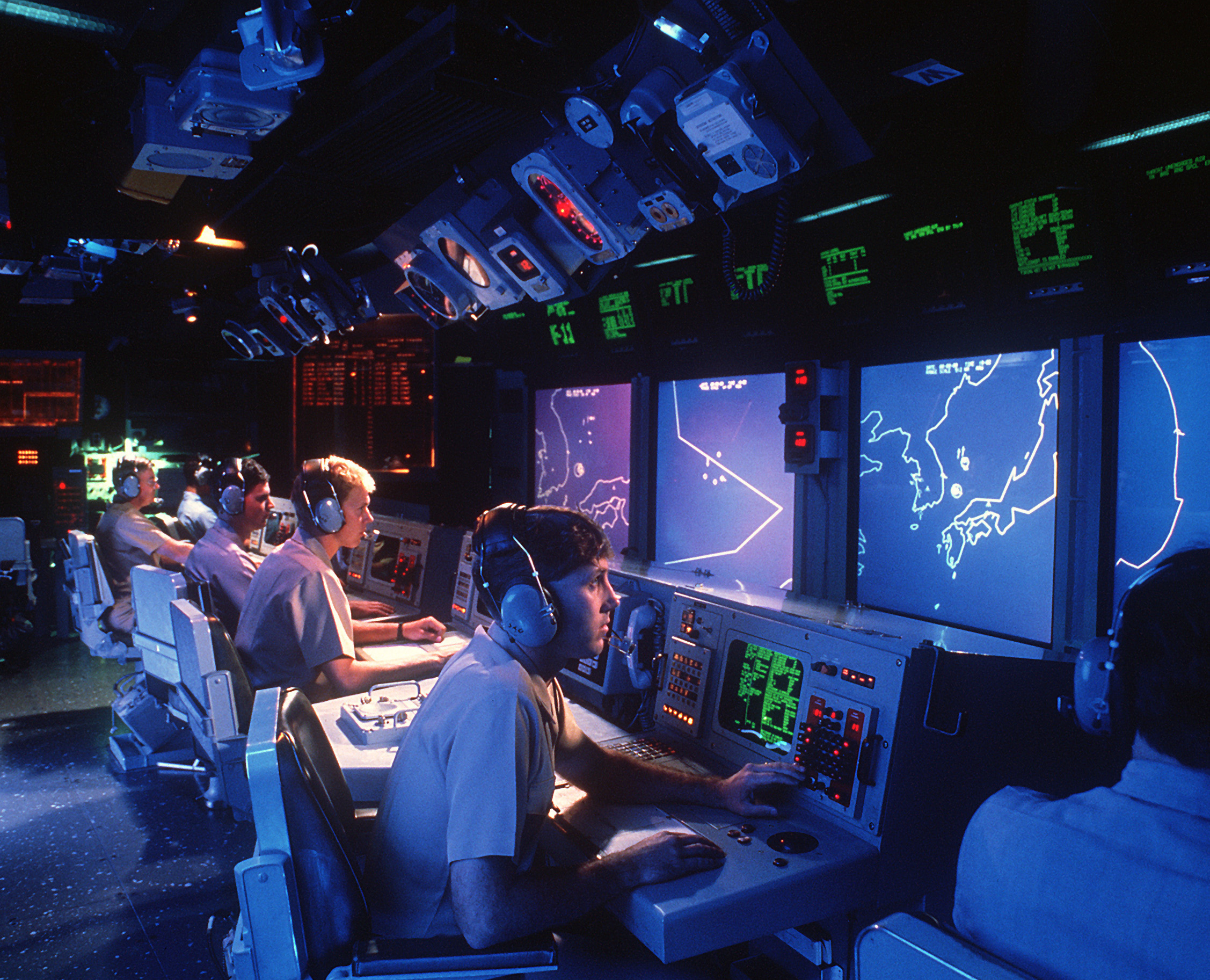
Информационный центр системы на борту ракетного крейсера типа «Тикондерога» USS Vincennes (CG-49) ВМС США

Иджис (англ. Aegis combat system; от англ. aegis — эгида, мифический щит или защитный доспех Зевса и Афины) — американская корабельная многофункциональная боевая система, представляющая собой интероперабельную сеть корабельных средств освещения обстановки, средств поражения, таких как зенитные управляемые ракеты SM-2 (от англ. standard missile 2) и более современные SM-3 (от англ. standard missile 3), и средств управления, формирующуюся на базе широкого внедрения автоматизированных систем боевого управления (АСБУ). Система позволяет принимать и обрабатывать информацию с датчиков других кораблей и летательных аппаратов соединения и выдавать целеуказания на их пусковые установки. Наименование «Иджис» носит также ЗРК, обозначение которого пишется как AWS (Aegis Weapon System).
Боевая система «Иджис» используется военно-морскими силами США, Испании, Норвегии, Республики Корея, Австралии  и Морскими силами самообороны Японии (в общей сложности ею оборудовано более 100 кораблей). Кроме того, оснащённые этой системой корабли ВМС США будут использованы в качестве корабельного компонента ЕвроПРО.
Существует и сухопутный вариант этой системы под названием Aegis Ashore.

## История
Работы по созданию перспективной боевой системы «Иджис», предназначенной для уничтожения самолётов и ракетного оружия классов «воздух-корабль» и «корабль-корабль», начались в декабре 1969 года. Опытный образец системы был установлен на опытное судно USS Norton Sound (AVM-1) в 1973 году.
Первый корабль, оснащённый системой «Иджис»,  ракетный крейсер типа «Тикондерога» USS Ticonderoga (CG-47), был зачислен в списки флота 23 января 1983 года. Установки вертикального пуска (УВП) Мк 41 первым получил ракетный крейсер USS Bunker Hill (CG-52).
В последующие годы система неоднократно подвергалась глубокой модернизации с целью повышения эффективности её информационно-разведывательной и ударно-боевой составляющих. Реализация долгосрочной программы установки и модернизации этой системы возложена одновременно на ВМС и Агентство по ПРО США, которое является головным органом, ответственным за разработку, создание и развертывание системы ПРО США в глобальном масштабе.
По данным сайта ВМФ США (http://www.navy.mil/navydata/fact_display.asp?cid=2100&tid=200&ct=2 Архивная копия от 4 февраля 2016 на Wayback Machine), на ноябрь 2013 года США имели 74 корабля, оснащённых системой «Иджис», из которых 22 крейсера и 52 эсминца. Долгосрочная кораблестроительная программа ВМС, которая будет реализована в 2011—2041 финансовые годы, предусматривает модернизацию под указанную систему до 84 таких кораблей.

## Конструкция
Основным элементом системы является РЛС кругового обзора AN/SPY-1 модификаций A, В или D с четырьмя пассивными фазированными антенными решётками общей средней излучаемой мощностью 32—58 кВт и импульсной мощностью 4—6 МВт. Она способна осуществлять автоматический поиск, обнаружение, сопровождение 250—300 целей и наведение по наиболее опасным из них до 18 ЗУР. Решение на поражение угрожающих кораблю целей может приниматься автоматически.
Пуск ракет может производиться из пусковых установок наклонного старта типа Mk 26 (сняты с вооружения) и универсальных установок вертикального пуска Мк 41, располагаемых под основной палубой крейсеров и эсминцев, используемых для размещения системы.
Компьютерные системы управления и поддержки принятия решения являются новой составляющей системы «Иджис». Они позволяют одновременно решать задачи противовоздушной, противолодочной обороны и наносить удары по кораблям противника.

## Разработчики
Первоначальная разработка системы AEGIS (Airborne Early Warning Ground Environment Integration Segment) была начата подразделением компании RCA, специализирующимся на ракетных системах и наземных радарах (Missile and Surface Radar Division), которое позднее было приобретено компанией General Electric. Здесь разработку этой системы продолжило отделение Government Electronic Systems. В 1992 году это и несколько других аэрокосмических подразделений компании GE были проданы компании Martin Marietta, вошедшей в 1995 году в корпорацию Lockheed Martin.
Американские корабли, оснащённые «Иджис», сначала использовали ракеты Standard-2, в настоящее время проходит переоборудование некоторых из них на ракеты Standard-3.
Если ракеты-перехватчики SM-2 Block IV используются для поражения баллистических ракет в атмосфере на заключительном этапе их полёта, и их боевая часть оснащается осколочным боезарядом с обычным взрывчатым веществом, то ракета-перехватчик SM-3 уничтожает баллистические ракеты, находящиеся в средней части траектории и летящие за пределами атмосферы, с помощью кинетической боеголовки, то есть путём ударно-контактного взаимодействия.

## Испытания
Испытания по программе «Иджис» начаты в 2002 году. По состоянию на 2014 год, осуществлено 29 успешных захватов целей.
- 6 ноября 2007 года: впервые был выполнен успешный перехват групповой баллистической цели. Обе цели были уничтожены в результате прямого попадания ракет SM-3 за пределами земной атмосферы, на высоте около 180 км. Огонь велся с ракетного крейсера типа «Тикондерога» USS Lake Erie (CG-70)[англ.] под управлением «Иджис» версии 3.6.

- 21 февраля 2008 года ракета SM-3, выпущенная с ракетного крейсера USS Lake Erie (CG-70) в Тихом океане, поразила аварийный разведывательный спутник USA-193 на высоте 247 км.

- 24 июня 2008 года: успешные испытания ЗУР SM-6[8].

- 5 апреля 2011 года: успешный перехват баллистической ракеты промежуточной дальности[4].

- 6 ноября 2014 года: одновременный перехват двух крылатых и одной баллистической ракеты над Тихим океаном. Стрельба велась с ракетного эсминца типа «Арли Бёрк» USS John Paul Jones (DDG-53) в районе Гавайских островов[7].

## Боевое применение
- 3 июля 1988 года. Авиалайнер Airbus A300B2-203 авиакомпании Iran Air, совершая коммерческий пассажирский рейс IR655 по маршруту Тегеран—Бендер-Аббас—Дубай над Персидским заливом, был атакован и сбит ракетой «SM-2MR» «земля-воздух», выпущенной с ракетного крейсера «Vincennes» ВМС США. Атака оказалась результативной — ракета попала в самолёт, в результате чего он разрушился как минимум на две части и рухнул в море. Погибли все находившиеся на борту самолёта 290 человек — 16 членов экипажа и 274 пассажира (в том числе 65 детей). Американское правительство рассматривает случившееся как военный инцидент и считает, что команда крейсера действовала в соответствии с текущими обстоятельствами. Позже командир крейсера был награждён орденом «Легион почёта» за успешную службу в период с 1987 по 1989 год.

## Модификации системы
В настоящее время[когда?] используется программное обеспечение версии Aegis 3.6.1 и усовершенствованная версия 4.0.1.
В ближайшие годы ВМС и Агентство по ПРО США планируют установить новые версии программного обеспечения 5.0, 5.1 и 5.2, которые будут обеспечиваться новыми процессорами для использования на ракетах-перехватчиках SM-3. Агентство по ПРО США также осуществляет модернизацию и самих противоракетных систем — расширение возможностей по отслеживанию сложных баллистических ракетных целей, усиление функций активного инициирования сбоя в программном обеспечении средств преодоления ПРО, установленных на МБР и БРПЛ вероятного противника, разработка противоракетных систем морского базирования большей дальности и эффективности.
- Aegis BMD 3.6.1 — 2008 год — способна сбивать ракеты промежуточной дальности до 3500 км, ракета SM-3 Block IA;
- Aegis BMD 4.0.1 — 2014 год — предполагается способность сбивать ракеты средней дальности до 5500 км, ракета SM-3 Block IA/IB;
- Aegis BMD 5.0.1 — 2016 год — предполагается способность сбивать ракеты средней дальности до 5500 км, ракеты SM-3 Block IA/IB и SM-6;
- Aegis BMD 5.1.1 — 2020 год — предполагается способность сбивать ракеты средней дальности до 5500 км, ограниченно по МБР, ракеты SM-3 Block IA/IB/IIA и SM-6;
- Aegis BMD 5.1.1 (4-я фаза) — 2022 год — предполагается способность сбивать ракеты средней дальности до 5500 км, ограниченно и МБР, ракеты SM-3 Block IA/IA/IB/IIB, SM-6.

## Тактико-технические характеристики
- Дальность обнаружения высотных воздушно-космических целей (ВЦ) при поиске в верхней полусфере пространства ограничивается примерно 320 км.
- РЛС SPY-1 работает в дециметровом диапазоне, а они очень хорошо отражаются от воды, что создаёт шквал помех от собственных же сигналов. Ввиду этого Aegis имеет проблемы с обнаружением низколетящих целей (ПКР).

## Установки на кораблях
- Крейсеры типа «Тикондерога»
- Эсминцы типа «Арли Бёрк»
- Эсминцы типа «Конго»
- Эсминцы типа «Атаго»
- Эсминцы типа KDX-III
- Фрегаты типа «Фритьоф Нансен»
- Фрегаты типа «Альваро де Базан»

В перспективе[когда?] радар предполагается установить на эсминцах типа «Хобарт» (Австралия).

## Сухопутный вариант
В мае 2016 года в Девеселу, Румыния на боевое дежурство заступила система Aegis Ashore, управляющая 24 противоракетами Standard SM-3 BlockIB.. Весной 2024 года аналогичная система появилась и на Балтийском море — в польском городке Редзиково.
Также подобные комплексы предполагалось разместить до конца 2023 года в Японии., но в июне 2020 года Япония отказалась от их размещения.